# リンドン・ジョンソン
リンドン・ベインズ・ジョンソン（Lyndon Baines Johnson、1908年8月27日 - 1973年1月22日）は、アメリカ合衆国の政治家。同国第36代大統領（在任: 1963年11月22日 - 1969年1月20日）。

## 概説
1908年8月27日にテキサス州ストーンウォールに誕生する。連邦下院議員、連邦上院議員、第37代副大統領、第36代大統領を歴任した。
1961年1月20日に民主党ケネディ政権の副大統領に就任し、1963年11月22日にケネディ大統領暗殺事件で大統領に昇格、政権を引き継いだ。リベラルとして知られたケネディに対して、南部テキサス州出身のジョンソンは民主党の中では保守派と目されていたが、大統領就任にあたって掲げた貧困撲滅と公民権の確立を骨子とする「偉大な社会 (Great Society) 」政策は、非常にリベラル色の強いものであった。
政権初期には公民権法の早期成立に向けて議会をまとめることに努め、議会との関係が円滑でなかったケネディに比べて巧みな議会工作で法案を可決させ、その他にも内政においては達成した政治課題が多く、ジョンソン政権は同じ民主党のルーズベルト政権と並んで「大きな政府」による社会福祉や教育制度改革、人権擁護を積極的に推進した政権であった。
しかし、外交政策ではケネディ政権から引き継いだベトナム戦争への軍事介入を拡大させ、国内に激しい反戦運動と世論の分裂をもたらした。
ケネディ暗殺後の1964年アメリカ合衆国大統領選挙では、ケネディへの同情票と昇格後1年間の政権の成果を評価する票で共和党候補のバリー・ゴールドウォーターを大差で破り、歴史的な大勝を果たした。しかし1965年からベトナム戦争の拡大で国の内外からの強い批判に身動きが取れなくなり、次の再選を目指した1968年アメリカ合衆国大統領選挙で民主党の大統領候補の指名を受けることが危ぶまれる状況となり、1968年3月31日、全米に向けたテレビ演説でそれまでのベトナム政策の劇的な転換を発表すると同時に大統領選挙に再出馬をしないことを表明、自らの政治生命に幕を引いた。

## 来歴

### 生い立ち
1908年8月27日にテキサス州中央部のテキサス・ヒル・カントリーと呼ばれる地域にある農村、ストーンウォールで誕生した。彼の両親サミュエル・ジョンソンとリベカ・ベインズは、貧しい地域で農場を所有しており、彼らには更に4人の子供がいた。妹のリベカ、兄弟のジョセファ、サム・ヒューストン、ルシア。リンドン・ジョンソンは幼年期を通じて公立学校に通い、1924年にジョンソンシティ高校を卒業した。
1926年には、南西テキサス教員養成大学（現・テキサス州立大学サンマルコス校）に入学した。校内活動や学校新聞の作成に参加し、苦労しながらも1931年に卒業した。なお在学中に1年休学し、テキサス州南部・コトゥーラの貧しいメキシコ系移民の生徒が通う学校で教師見習いを務めている。

### 政治家へ

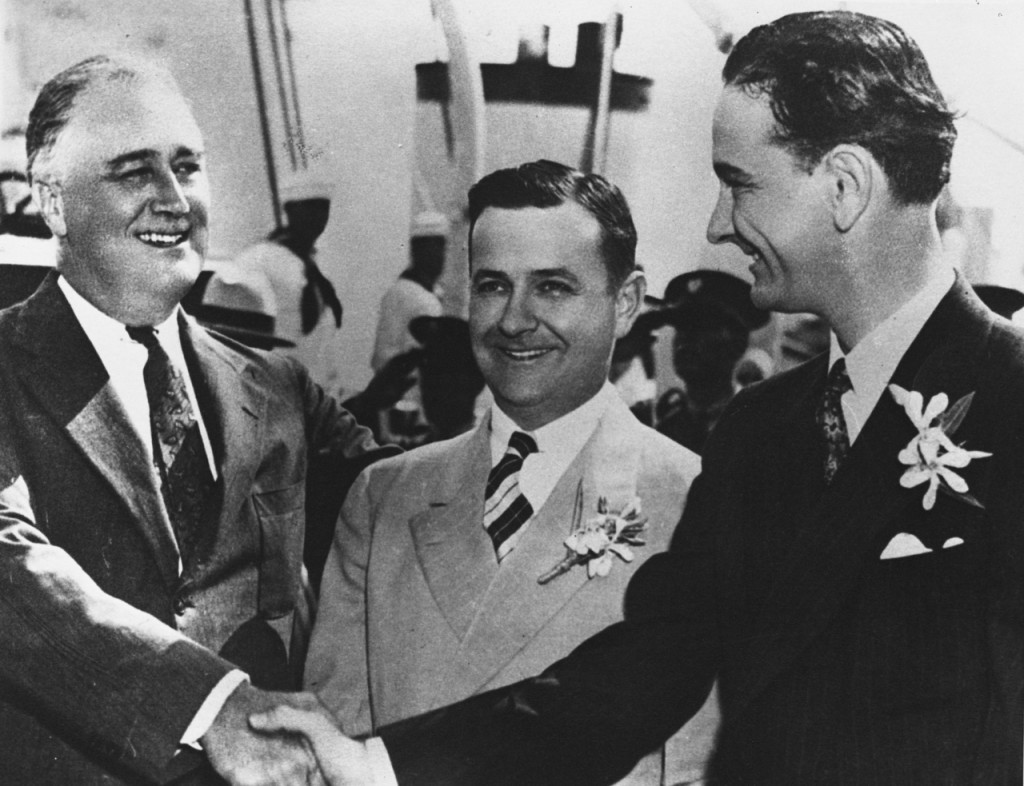
テキサス州第10下院議員選挙区の補選に出馬したジョンソン（右）の支援に訪れたフランクリン・ルーズベルト（左）

ジョンソンは大学を卒業した後、ヒューストン高校で演説および討論を教えた。しかしながらすぐ教職を辞め、父親の力を借りて政治の世界に入った。ジョンソンの父は、テキサス州議会で5期務めており、後に連邦下院議長となるテキサス州選出下院議員のサム・レイバーンとは親しい友人だった。以後サム・レイバーンはジョンソンの政治指南役として彼に影響を与え、大統領になった後まで続いた。1931年にジョンソンはウェリー・ホプキンス州議会議員の連邦下院議員選挙に協力し、ホプキンスはその労に報いてジョンソンをリチャード・クレバーグに紹介、推薦した。これによりジョンソンはクレバーグの立法秘書官となり、ワシントン立法補佐グループの議長の座を与えられた。
秘書としてのジョンソンは数々の影響力を持つ人々と知り合い、彼らがどのようにその地位に達したか、いかにして尊敬を集めているかといったことを学んだ。またルーズベルト政権の主要人物数人ともパイプを持ち、当時副大統領だったジョン・ナンス・ガーナーとは同じテキサス州出身で、その後相談役としてジョンソンを支えていくこととなった。
秘書在任中、ジョンソンはテキサス出身のクローディア・アルタ・テーラーと出逢い、数度のデートの後、1934年11月17日に結婚した。これが後にレディ・バード・ジョンソンとして知られるようになるジョンソンの妻である。夫妻には、1944年に長女のリンダ・バードが、1947年には次女のルーシー・ベインズが生まれている。
1935年にはテキサス州青年局長に就任し、政府が若い人々のために教育の充実と雇用の拡大をするよう尽力した。この活動によってジョンソンは自身の政治的地盤を構築することができた。ジョンソンはとてもタフな上司として部下の間では有名だった。彼は2年間青年局長を務め、議会選挙へ出馬するために辞職した。
1937年にジョンソンはオースティン及び周辺町村を含むテキサス州第10下院議員選挙区の補選に出馬した。彼は妻の大きな支援を受けながら、ニューディール政策の推進を選挙公約に掲げて選挙活動を繰り広げ当選した。下院議員になるとフランクリン・ルーズベルトはこの若いテキサス人に関心を示し、新人議員にとって非常に重要な意味を持つ海軍軍事委員会の委員にジョンソンを指名した。また下院議員として、主に自身の選挙区に電気をもたらすことをはじめ地元発展のために奔走した。
1941年にジョンソンはテキサス州の現職上院議員の死去に伴い上院の補欠選挙に出馬する決意をして、民主党上院議員候補に名乗りを上げて現職テキサス州知事でラジオパーソナリティのW・リー “パピー” オダニエルと民主党候補指名を争った。当時のテキサス州は民主党の牙城で民主党での指名を得ることは即議員に当選すると言われた時代であったが、当時有名だった州知事を前にジョンソンは当初全く歯が立たないと予想された。しかし、力強い選挙活動を展開して、きわどい差まで追い込んだが結局ジョンソンは敗れた。

### 第二次世界大戦

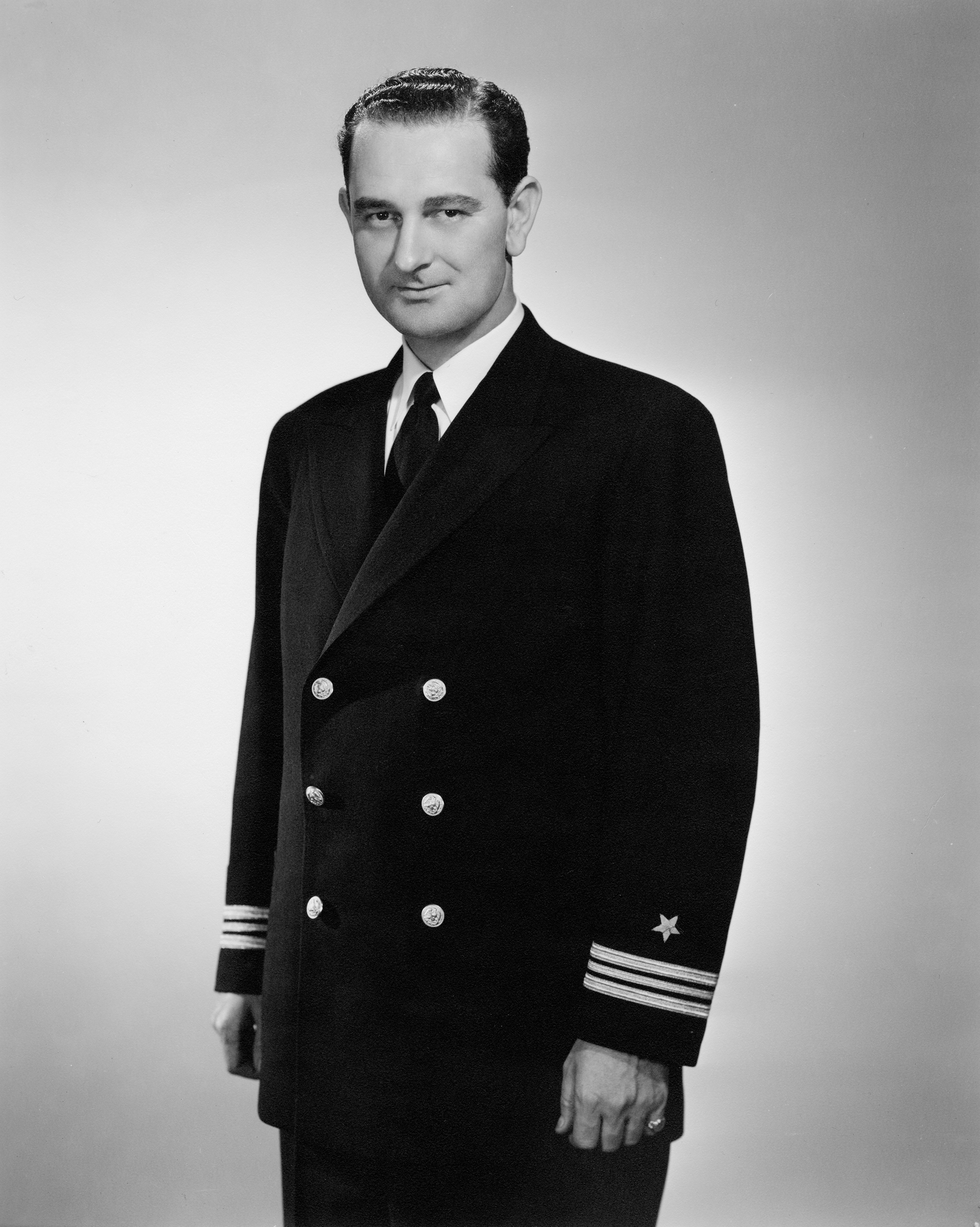
海軍少佐の制服に身を包んだジョンソン下院議員（1942年）

上院補選の選挙運動の終盤において、ジョンソンはもし戦争が始まったら招集に応じて戦地に赴き敵と戦うという公約を掲げていたが、程なくして1941年12月7日(アメリカ・ハワイ時間)朝、日本軍の真珠湾攻撃で、翌8日にアメリカは日本に宣戦布告し第二次世界大戦に参戦した。大戦中ジョンソンは海軍少佐として従軍し、銀星章、アジア太平洋従軍記章および第二次世界大戦戦勝記念章を受章した。しかし戦後になって銀星章受章の背景には極めて政治的な目論見があったことが臆測されるようになった。
1940年6月20日、下院議員時代に初めて平時の徴兵を行うための法案が議会に提出された時、予備役海軍少佐だったジョンソンは自身の招集を免除する約束を取り付けた上でこの法案に同意した。ところが翌年アメリカが大戦に参戦すると、一転して海軍省次官ジェームズ・フォレスタルに自分を非戦闘員として配置するよう求め、テキサスと西海岸の造船工廠の検査役となった。
アメリカ軍が各地で日本軍に対して劣勢な中、1942年春ごろになると、ジョンソンはルーズベルトに、今度はより戦闘地域に近い戦地に自らを配置にするよう求めた。情報が軍の指揮系統を経由する間に歪められることを予想したルーズベルトは、南西太平洋地域で信頼できる情報源を得たいと考えていた。そしてフォレスタルの提案により、ルーズベルトはジョンソンを南西太平洋の偵察隊に配置した。ジョンソンはオーストラリアのメルボルンで司令長官ダグラス・マッカーサーと会い、第22爆撃隊に配属された。偵察目標はニューギニア島にある日本海軍のラエ飛行場だった。司令官は外部の偵察員などかえって足手まといだと感じていたが、ジョンソンはその必要性を強く主張した。
1942年6月9日、ニューギニア付近のポートモレスビーおよびサラマヌアで勇気ある行動を見せた。南西太平洋地域の情報活動任務でジョンソンは戦闘に関する情報を直接得るために、ニューギニアのまだ日本が制空権を握っている空域で危険な任務を帯びた偵察を志願した。ジョンソンの搭乗するB-26マローダー爆撃機とともに偵察活動に出た部隊は日本軍の攻撃を受けたが、ジョンソンの搭乗機はその前にエンジントラブルで引き返しており、爆弾も投下せず、戦闘には参加していなかった。マッカーサーはジョンソンと生き残った偵察員に最高位から3番目に位置する銀星章を授与した。
帰国後、ジョンソンは「我々の軍用機は日本の戦闘機にはるかに劣っていた」、「士気は高くなかった」などと正直に委員会に報告している。しかしその活動内容は非難を浴びたため、ルーズベルトは軍務に就く議員を議会に戻すことを命じた。

### 上院議員
1948年の大統領選挙と同時にジョンソンは再び上院議員選挙に挑戦、このときは民主党候補の指名を受けて、共和党候補を破り当選した。ジョンソンはその圧勝により「地滑りリンドン(Landslide Lyndon)」と呼ばれた。上院では軍事委員会の委員に指名され、1950年の後半には調査小委員会の結成に貢献した。その後この委員会の委員長となり、防衛費と予算効率の多くの調査を行った。これらの調査の結果によりジョンソンは他の議員の尊敬と共に全国的な注目を集めた。やがて彼は「論争を最小限に抑えて案件を処理する能力に長けている」と言われ、立法の魔術師というあだ名がつけられた。
上院議員として数年の活動後にジョンソンはリーダーシップを発揮して、1953年には少数党院内総務に選出された。ジョンソンの最初の活動は委員会への選出から年功制を取り除くことであった。1954年にジョンソンは上院議員に再選され、民主党は上院で多数派となりジョンソンは多数党院内総務となった。そして「同僚議員を説得する力と他人を操作する技術」をフルに生かして本会議と委員会の運営を支配し多くの法案を成立させるために尽力した。

### 1960年大統領選挙
ジョンソンは上院院内総務としての実績により、1960年大統領選挙で民主党における有力な大統領候補とみなされることになった。しかしこの年3月のニューハンプシャー州の予備選から勝ち上がってきたマサチューセッツ州選出の上院議員、ジョン・F・ケネディに獲得した代議員数で差をつけられて、またジョンソン自身の立候補宣言が遅すぎたこともあって7月の民主党大会で彼は409票を得たが、その2倍近い806票を得たケネディが民主党大統領候補に選出された。そして民主党大会の最終日にケネディが副大統領候補に指名したのは対立候補であったジョンソンであった。
リベラルな北部出身のケネディがジョンソンを副大統領候補に指名したのは、南部テキサス州出身のジョンソンと組むことで、南部の保守票を獲得することにあった。これは当時も現在も正副大統領の組み合わせで南北のバランスを取ることは普通のことであった。しかし当時の副大統領は閑職とされており、政権内部でリーダーシップを取ることはなく、この時ジョンソンの政治指南役で同じテキサス州のサム・レイバーン下院議長は副大統領候補を受諾したジョンソンに失望したとされ、フランクリン・ルーズベルト大統領時代に副大統領を務めた同じくテキサス州出身のジョン・ナンス・ガーナーは「副大統領なんぞ、たんつぼほどの値打ちもない」とジョンソンに語っている。
同年11月、民主党のケネディ＝ジョンソンは小差で共和党のニクソン＝ロッジに勝利して、トルーマン大統領以来8年ぶりに民主党の大統領が誕生することとなった。

### 副大統領

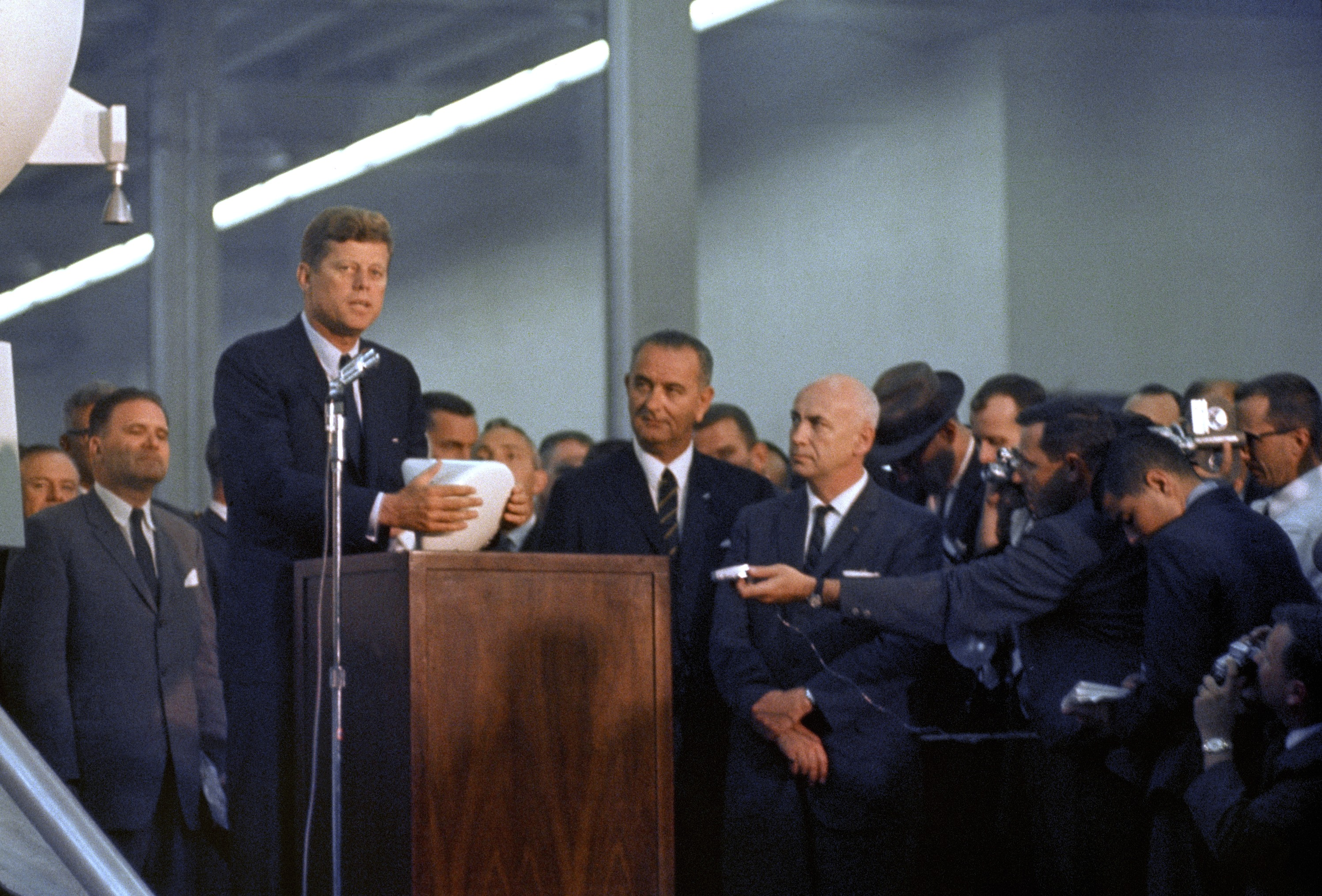
NASAで演説を行うケネディ（壇上）、その横にジョンソン

1961年1月に大統領就任後のケネディは、人種差別問題に関心の深いジョンソン副大統領を大統領雇用機会均等委員会の委員長に任命した。そのほかにも副大統領としてジョンソンはいくつかの執務を無難にこなした。内政についてはもともとニューディーラーであったジョンソンの見識の深さはやがて大統領になってから発揮されたが、外交について見識を深めることはなかった。
ベトナム情勢の悪化が進む中でケネディ政権は、アメリカ軍の正規軍人から構成された「軍事顧問団」の派遣と軍事物資の支援を増強することを決定、ケネディはジョンソンと国防長官ロバート・マクナマラを1961年にベトナムに派遣し情勢視察に当たらせた。ジョンソンはベトナム視察の報告書の中で「アメリカが迅速に行動すれば、南ベトナムは救われる」として早急な支援を訴え、マクナマラも「我々は戦争に勝ちつつあると、あらゆる数値が示している」と報告し、ケネディの決定を支持した。
副大統領在任中はケネディ兄弟の高い人気の陰に隠れて典型的な「外交儀礼用の副大統領」に終始し、ワシントン政界では「ほとんど何でもない男」であった。形式的な存在に過ぎず政権内では孤独であった。ジョンソンは政権と議会の板挟みになった上に政権側がジョンソンの頭越しに議会と取引をすることもあり、もはやジョンソンが上院に復帰しても院内総務時代の指導力を取り戻すことは困難となった。それどころか、議員時代の立場と政権の方針の相違から、上院議員への復帰能力すら怪しくなっていた。1963年10月31日の大統領記者会見で「来年の大統領選挙で、副大統領候補はジョンソンとお考えですか？」という記者の質問に対してケネディは「その通り、答えはイエスです」と答えているが、翌日のある新聞には「ジョンソンの首がつながった」という露骨な表現まで現れた。まさに大統領の胸三寸で政治生命が左右される状況で、ジョンソンにとっては忍耐の日々であった。

## アメリカ合衆国大統領

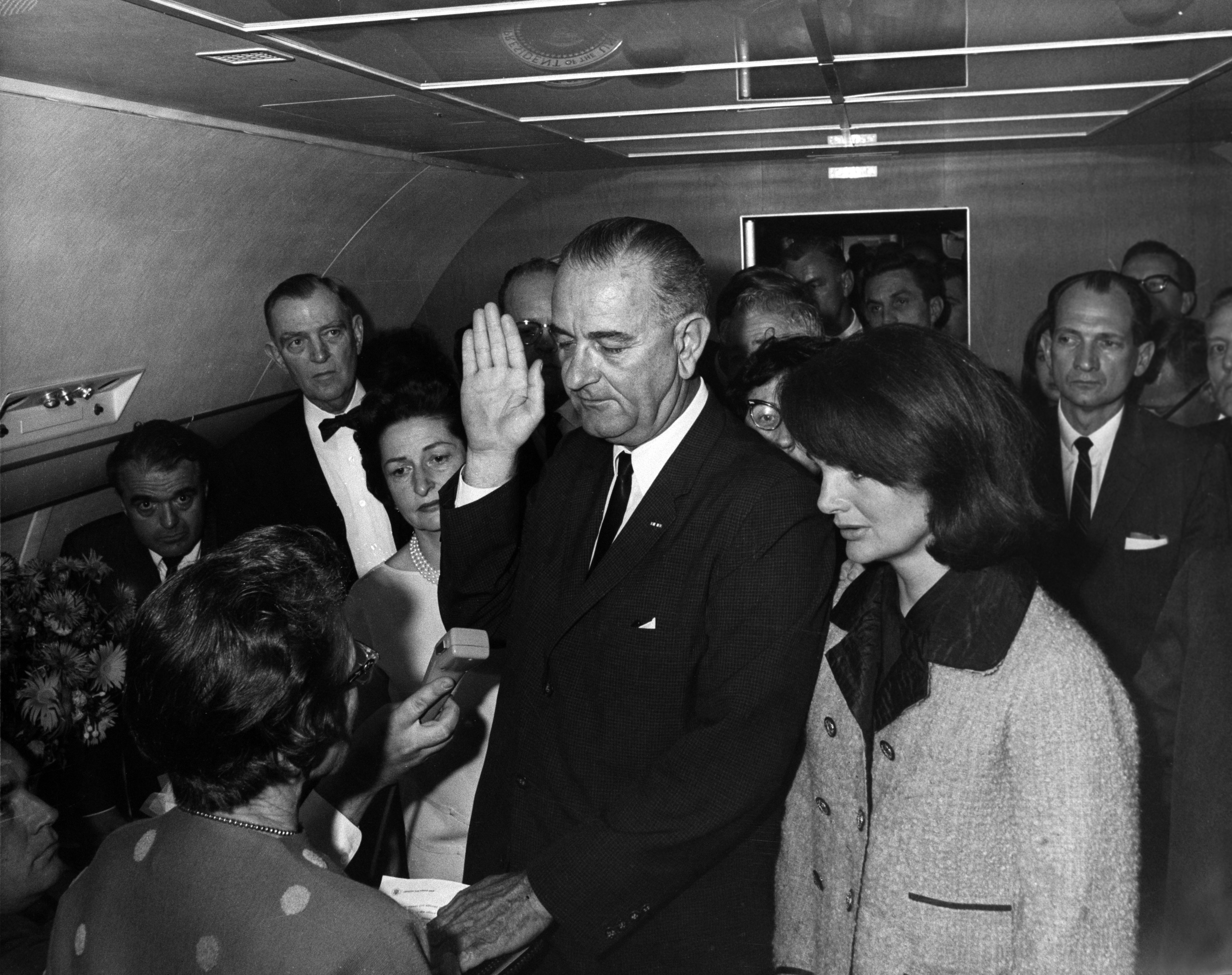
空港の大統領専用機機内で大統領就任の宣誓をするジョンソン。ケネディ大統領暗殺の直後のため機内で直ちに宣誓が行われた。
右隣は前大統領夫人のジャクリーン・ケネディ。
左隣は妻のレディー・バード・ジョンソン。

### 突如として訪れた一期目
1963年11月にケネディとジョンソンが副大統領の地元であるテキサス州を遊説することとなったのは、翌年の大統領選挙で保守層が強い南部諸州の中でテキサス州だけはどうしても勝たなければならないと考えたケネディが最初の遊説地に選んだのが発端であった。南部では、人種差別問題へのケネディの強硬な姿勢と公民権法案の議会提出により、政権への反感が高まっていた。
11月21日、ジョンソンはケネディに同行してテキサス遊説を開始した。最初の遊説地サンアントニオとフォートワースを訪ねた後、翌11月22日12時前にダラスのラブフィールド空港に到着。ダラス市内のパレードに際しては、ジョンソンの乗った自動車は、シークレットサービスの警護車を間に挟んで大統領夫妻の乗った車の2台後から進んで行った。現地時間12時30分、2発の銃弾を受けてケネディ大統領はオープンカーの後部座席で崩れるように倒れた。ジョンソンには怪我はなかった。一行が一旦、パークランド・メモリアル病院に入ったのち、シークレットサービスは、暗殺対象に副大統領も含まれているかどうか不明であることから直ちに首都に帰還することを進言したが、ジョンソンはケネディの容態を確認するまで病院内に留まることを決めた。
その後、ケネディの死亡が確認され自動的にジョンソンが第36代アメリカ合衆国大統領となった。ジョンソンは直ちに首都帰還を決め、往路ではケネディが使用しダラスのラブフィールド空港に駐機中の大統領専用機に搭乗した。就任宣誓は前大統領夫人の到着を待ってから行うこととし、大統領専用通話でトルーマン、アイゼンハワー元大統領に連絡して協力を要請する。狙撃から2時間8分後の午後2時38分、駐機中の機内で、一家の友人でもあった連邦判事サラ・ティルマン・ヒューズを前に就任宣誓を行った。女性の先導に従って宣誓した大統領はこのジョンソンが初めて、また聖書ではなくカトリックのミサ典書に手を置いて宣誓したのも初めてだった。
大統領暗殺により副大統領から大統領に昇格したのは1901年にマッキンリー大統領暗殺事件でセオドア・ルーズベルトが昇格して以来で、病死を含めて昇格した大統領としてはトルーマン以来史上7人目であった。宣誓の後、大統領専用機はエアフォースワンのコールサインで首都に向け離陸した。
ジョンソンはワシントンに戻ってすぐに、各閣僚と個別に会議を行い大統領就任直後から精力的に執務を行った。ケネディが任命した閣僚の多くはケネディの友人や個人的な繋がりのある知人だったため、それまでは歴代副大統領の例にもれず蚊帳の外におかれていたジョンソンであったので、大統領暗殺直後で国内も緊迫した事態の中、早急に各閣僚との意思疎通をすぐに円滑にできるようにした。一部にケネディ時代の閣僚からより自身に忠実であることが期待できる者に漸次入れ替えていったという話があるが、政権の閣僚一覧を見れば解るように、ラスク国務長官、ユードル内務長官、フリーマン農務長官は結局ジョンソン大統領の任期期間中も執務を全うしている。ケネディに迎えられたマクナマラ国防長官もジョンソン政権末期まで以後4年間留任しており、政権中枢はケネディ大統領の時のメンバーを変えていない。また特にジョンソンが苦手とされた外交や国防の分野で、国家安全保障担当の大統領補佐官マクジョージ・バンディや同次席補佐官ウォルト・ロストウ、国務次官ジョージ・ボール、国務次官補ウイリアム・バンディ（後に国防次官補）などはそのままジョンソン政権下でも留任した。
ただしケネディ政権の事実上のNo.2であった司法長官で弟のロバート・ケネディについては、政権の継承と浮揚には不可欠な存在と考えていたが、本人がニューヨーク州から上院議員選に出馬する意向を固めて、翌年には司法長官を辞任した。一部には1964年の大統領選挙に出馬するのではという観測があったが、議員も州知事も経験のない彼はまず上院議員を目指して、ジョンソンの次の大統領を視野において政治活動を進めることとなった。これはジョンソンにとってはまず一安心であった。しかし皮肉にも4年後ベトナム戦争に対する非難が渦巻く中で、ジョンソンに再出馬を断念させた一因はロバート・ケネディであった。
また、ケネディ暗殺事件直後に暗殺事件に関する調査を行うウォーレン委員会を作り、委員会に捜査権を持つ権限を与えて国内での暗殺事件に対する陰謀論やソ連やキューバに対する不安を払拭するように努めた。翌年9月にウォーレン報告として調査結果が提出されて犯人リー・ハーヴェイ・オズワルドの単独犯行とする報告であった。最高裁長官をジョンソン自身が説得して委員長に指名したが、皮肉にもジョンソンはこの報告に満足はしていなかった。

### 1964年大統領選挙
1964年11月3日にはアメリカ大統領選挙の一般投票が行われた。与党の民主党はジョンソン大統領と副大統領候補にヒューバート・ハンフリーを指名し、野党の共和党はバリー・ゴールドウォーターとウイリアム・ミラーを正副大統領候補に指名して争い、ケネディ前大統領の暗殺を受けてわずか1年足らず前に大統領職を継いだジョンソンは、同年夏の公民権法制定などの実績をアピールしつつ、対立候補である共和党のゴールドウォーターを、「人種差別主義者」、「この国をソビエト連邦との核戦争に突入させるかもしれない」と極右と印象付ける作戦をおこなった。選挙戦に入る直前に、トンキン湾事件が起こったが問題がまだそれほど大きくなかったこともあり、大きな争点となることはなかった。
そしてジョンソンは50州のうち44州とコロンビア特別区を制し、4,312万7,041票を獲得して一般投票が初めてアメリカ全体に広げられた1824年以降最大の得票率61.1％を獲得し、538人の大統領選挙人の内486人の支持を得て、ゴールドウォーターを破り、改めてアメリカ国民からの信任を得た。この時に同時に行われた上下両院議員選挙で民主党が圧勝して、多くの共和党議員が落選し、議会で民主党は絶対多数派を実現させた。これは少なくともその後2年間にジョンソンの国内政策の実行に有利な環境となった。
こうして選挙で選ばれた大統領として、以後ジョンソンはケネディ政権からの脱却を志向するようになる。すでに1964年半ばに「偉大な社会」の構想を述べて国内政策に邁進する決意であったが、同時にベトナム情勢が悪化する中でケネディとは違う方向へ舵を切っていた。

### 内閣

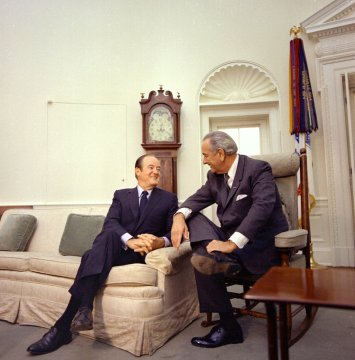
ハンフリー副大統領とともに

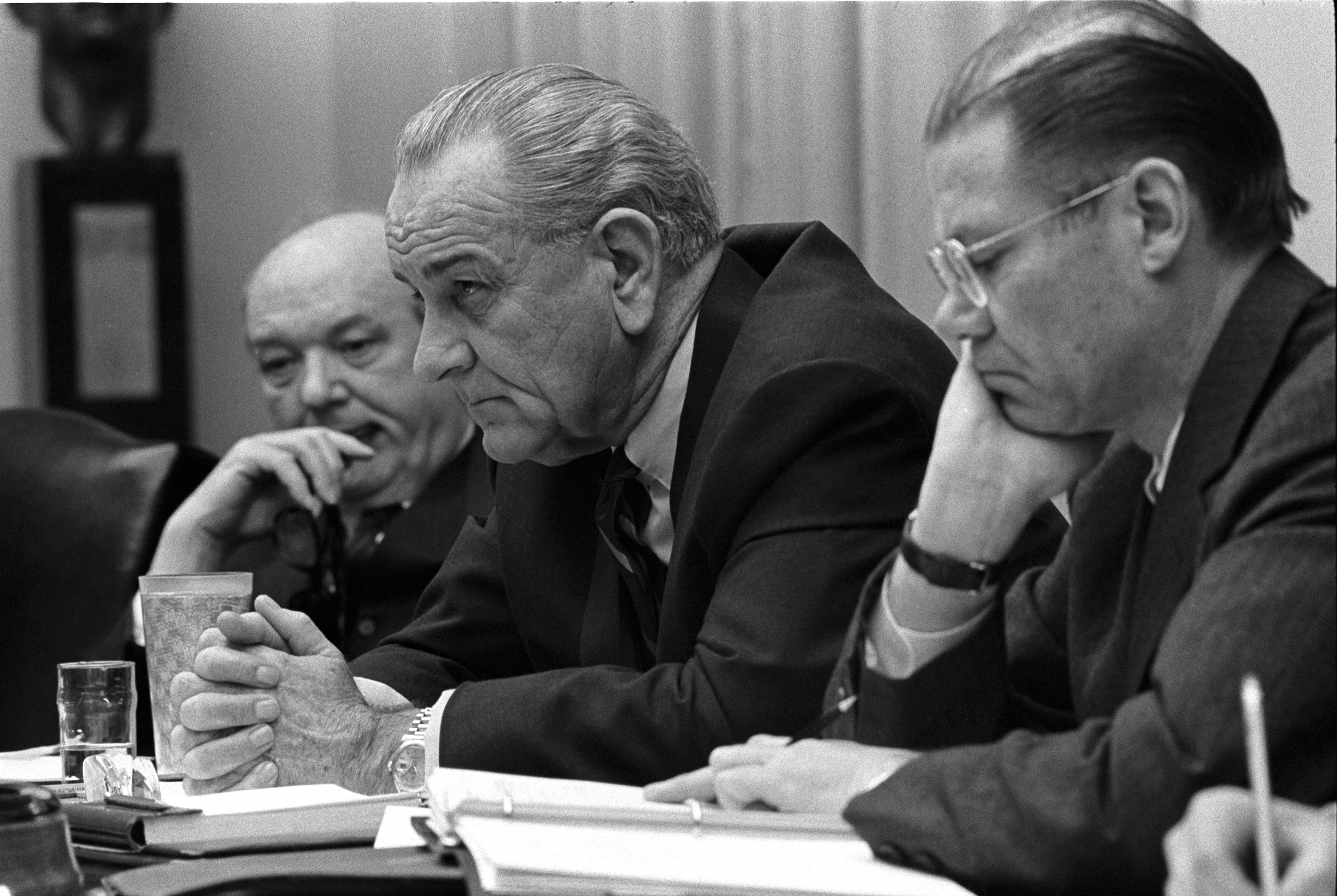
ラスク国務長官とマクナマラ国防長官とともに

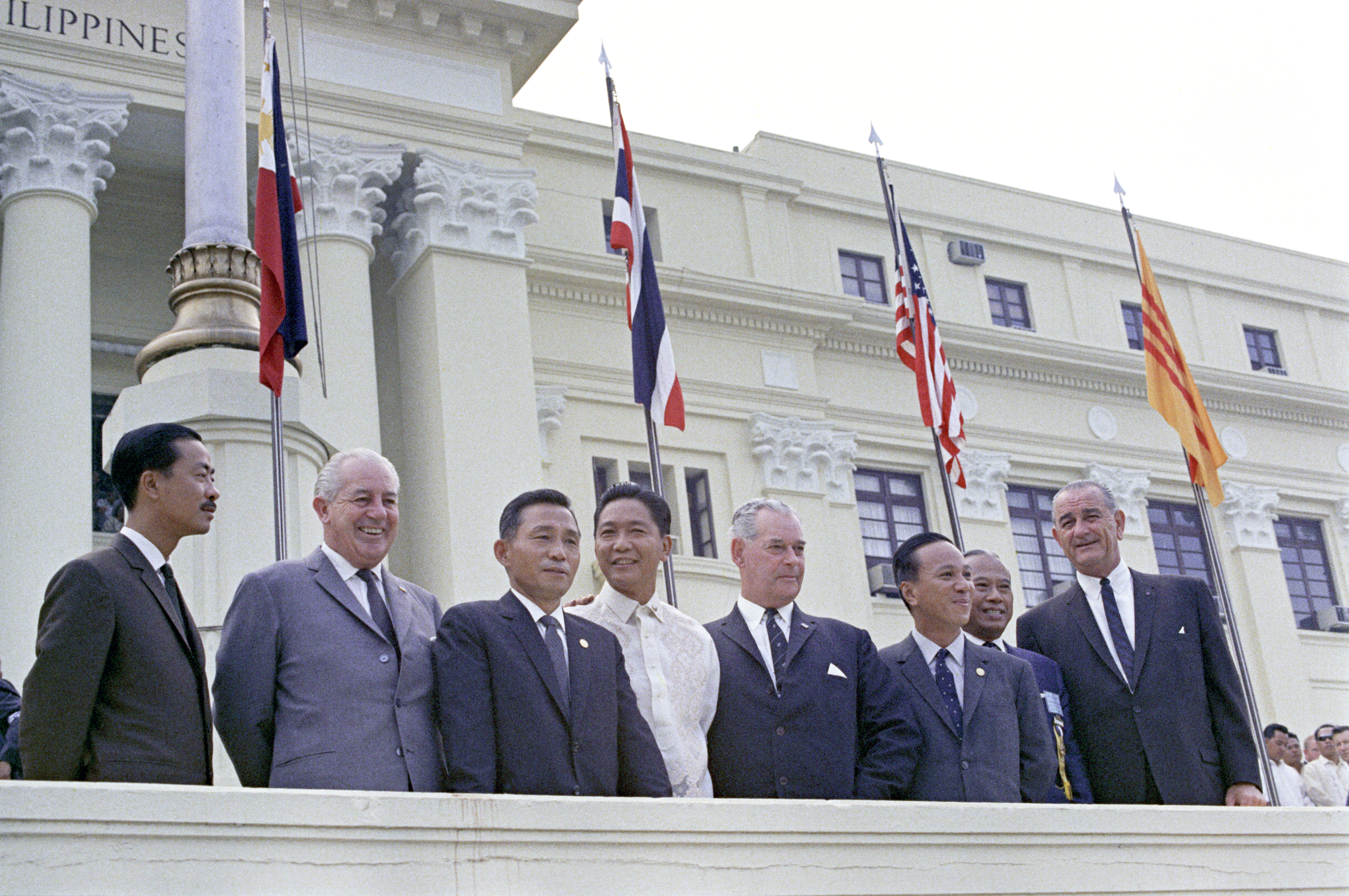
SEATO首脳らとともに

| 職名             | 氏名                                     | 任期            |
| ---------------- | ---------------------------------------- | --------------- |
| 大統領           | リンドン・ベインズ・ジョンソン           | 1963年 - 1969年 |
| 副大統領         | 不在                                     | 1963年 - 1965年 |
| 副大統領         | ヒューバート・ホレイショー・ハンフリー   | 1965年 - 1969年 |
| 国務長官         | デイヴィッド・ディーン・ラスク           | 1961年 - 1969年 |
| 財務長官         | クラレンス・ダグラス・ディロン           | 1961年 - 1965年 |
| 財務長官         | ヘンリー・ハミル・ファウラー             | 1965年 - 1968年 |
| 財務長官         | ジョーゼフ・ウォーカー・バー             | 1968年 - 1969年 |
| 国防長官         | ロバート・ストレンジ・マクナマラ         | 1961年 - 1968年 |
| 国防長官         | クラーク・マクアダムス・クリフォード     | 1968年 - 1969年 |
| 司法長官         | ロバート・フランシス・ケネディ           | 1961年 - 1964年 |
| 司法長官         | ニコラス・デベルヴィル・カッツェンバック | 1964年 - 1966年 |
| 司法長官         | ウィリアム・ラムゼイ・クラーク           | 1966年 - 1969年 |
| 郵政長官         | ジョン・オースティン・グロノウスキー     | 1963年 - 1965年 |
| 郵政長官         | ローレンス・フランシス・オブライエン     | 1965年 - 1968年 |
| 郵政長官         | ウィリアム・マーヴィン・ワトソン         | 1968年 - 1969年 |
| 内務長官         | スチュワート・リー・ユードル             | 1961年 - 1969年 |
| 農務長官         | オーヴィル・ロスロップ・フリーマン       | 1961年 - 1969年 |
| 商務長官         | ルーサー・ハートウェル・ホッジス         | 1961年 - 1965年 |
| 商務長官         | ジョン・トーマス・コナー                 | 1965年 - 1967年 |
| 商務長官         | アレクザンダー・ビュエル・トロウブリッジ | 1967年 - 1968年 |
| 商務長官         | サイラス・ロウレット・スミス             | 1968年 - 1969年 |
| 労働長官         | ウィリアム・ウィラード・ウィルツ         | 1962年 - 1967年 |
| 保健教育福祉長官 | アンソニー・ジョセフ・セレブレズ         | 1962年 - 1965年 |
| 保健教育福祉長官 | ジョン・ウィリアム・ガードナー           | 1965年 - 1968年 |
| 保健教育福祉長官 | ウィルバー・ジョセフ・コーエン           | 1968年 - 1969年 |
| 住宅都市開発長官 | ロバート・クリフトン・ウィーヴァー       | 1966年 - 1968年 |
| 住宅都市開発長官 | ロバート・コールドウェル・ウッド         | 1969年 - 1969年 |
| 運輸長官         | アラン・スティーブンソン・ボイド         | 1967年 - 1969年 |

### 最高裁判所判事
- エイブ・フォルタ（英語版） - 1965年
- サーグッド・マーシャル - 1967年

### 国内政策
1964年大統領選挙から、内政の改革を行い「偉大な社会」を実現すると訴えて、当選後に様々な改革立法を提案して、民主党優位の議会でもあったのでその69％を成立させる驚異的な記録を残した。
これは当時司法・行政・立法の三権がイデオロギー的に同調した時期に、権力の座にあった珍しい大統領であったからであると言われる。それはジョンソンが、議会と大統領と最高裁判所がともに連邦政府の庇護のもとで、国民の権利拡大を図るべきだという思想を共有していたからに他ならない。

#### 公民権法

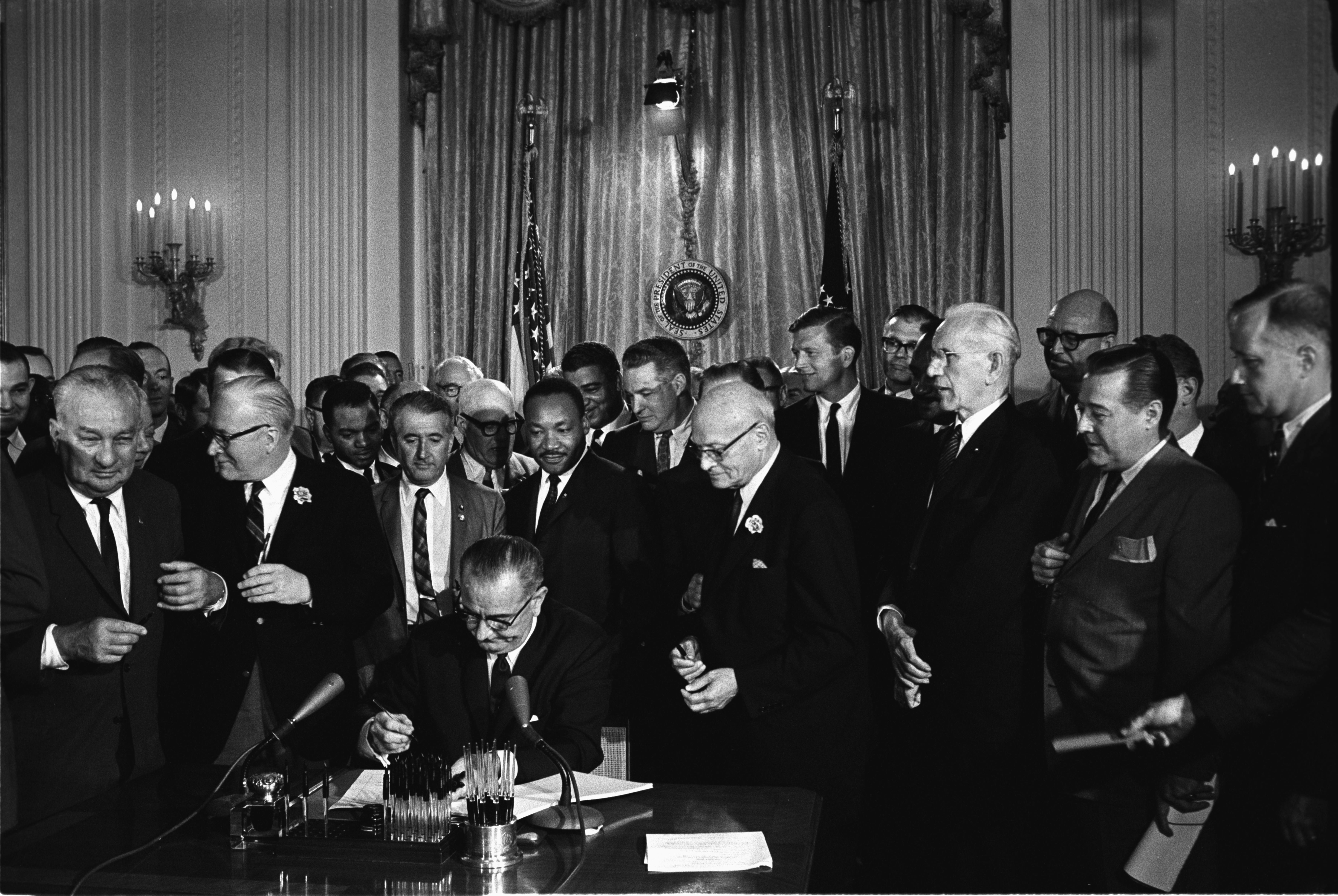
公民権法に署名するジョンソン

アメリカは第二次世界大戦において「自由で平等な国」を自称してきたが、建国以来200年近くアフリカ系アメリカ人などの少数民族に対する法の上での人種差別が認められてきた。
しかし第二次世界大戦中におけるアフリカ系アメリカ人兵士の活躍や、戦後間もない1950年代に入って起きたモンゴメリー・バス・ボイコット事件などをきっかけに、このような法の上での人種差別をなくそうとする公民権運動が全米で盛り上がりを見せてきていた。
ケネディ時代の1962年にアラバマ州でアフリカ系学生の州立大学への入学をめぐって、またバーミングハムの差別撤廃闘争で白人側の反撃で流血に発展して連邦軍を派遣する事態となり、1963年8月に「ワシントン大行進」が行われていた。しかしケネディは言論こそ巧みだが、そもそも異人種カップルを自分の結婚式に呼ぶのを断るなど人種差別的行動が目につき、しかもいざ行動に移すのは躊躇し自分の政権時代には何も起こさなかった。

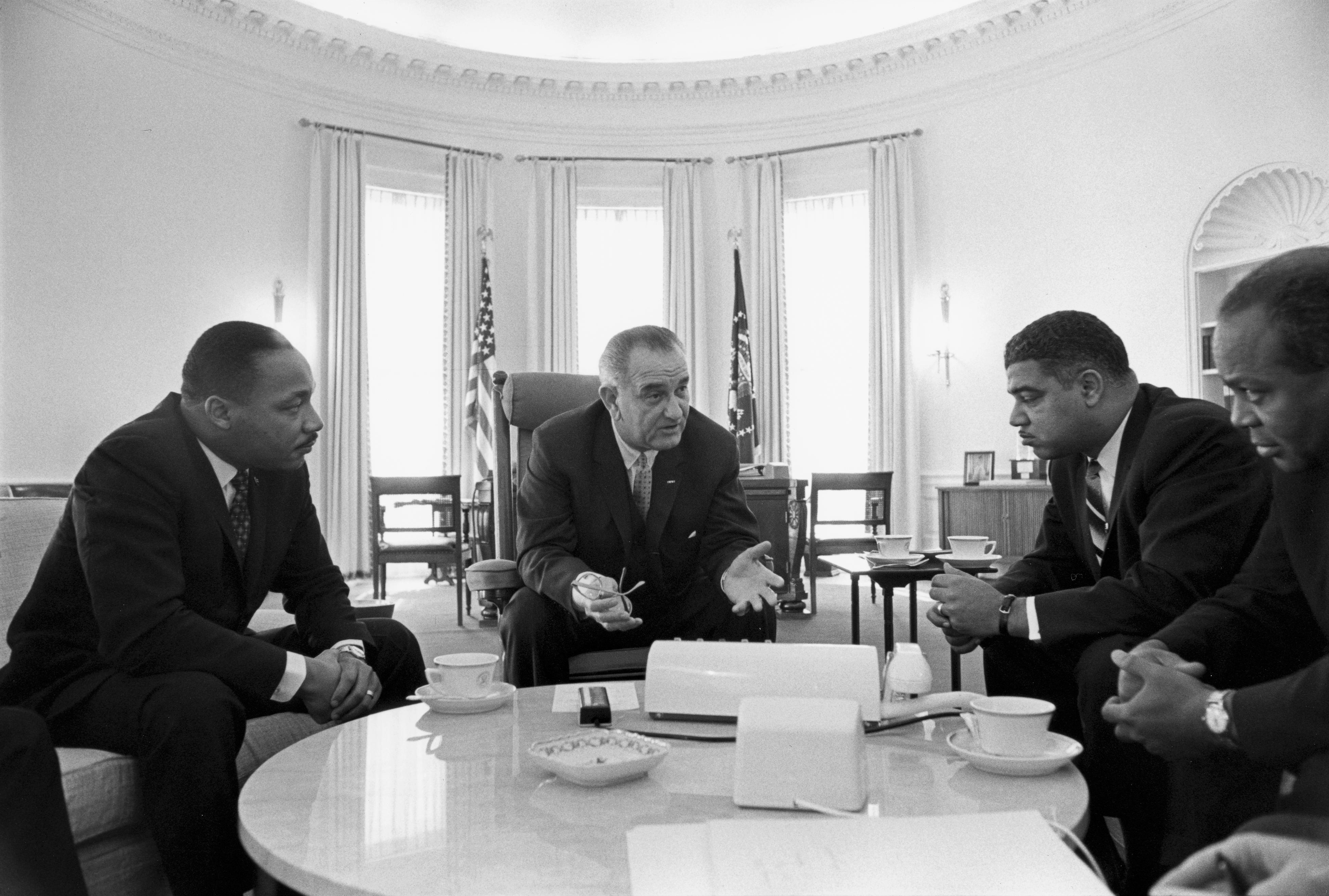
大統領執務室でキング牧師らと協議するジョンソン(1964年)

これらの動きを受けて、かねて人種差別に対して否定的であり、公民権運動に強い理解を示したジョンソンは、公民権法の成立に向けてキング牧師などの公民権運動の指導者らと協議を重ねる傍ら、人種差別的な議員の反対に対して、院内総務を長年務めた経験を生かして粘り強く議会懐柔策を進めた.
ジョンソンが粘り強く動いた結果、1964年7月2日に公民権法に署名し、公民権に関わる訴訟には司法長官が介入することが出来て、ここに長年南部で続いてきた人種差別制度はすべて連邦法で禁止され公共施設での人種差別は全て撤廃されることになった。
またジョンソンは、翌1965年8月6日には、白人側の妨害で遅れていた選挙権登録における差別をなくすための投票権法にも署名し、連邦政府の介入で投票権の保障を強化することなどを定めて、アフリカ系アメリカ人への差別撤廃に対する積極的な姿勢を示した。なおアメリカ合衆国司法省によれば、国内で法制化された公民権法の中でも最も実効力あるものと考えられている。
この投票権法の法案審議を前にした1965年3月15日、議会合同会議においてジョンソンは、公民権運動の象徴である「われらは勝利する(We Shall Overcome)」という言葉を用いた演説を行っている(「アメリカの約束 (The American Promise)」)。
ただし、こうした施策を実施してもなお人種差別の根絶には至らず1967年にはデトロイト暴動が発生している。これに呼応するようにメリーランド州のケンブリッジやオハイオ州のトレドなどでも暴動が発生した。ジョンソンは大統領の権限で、デトロイトへ数千人規模の連邦軍を動員させて沈静化を図った。

#### 貧困との戦い

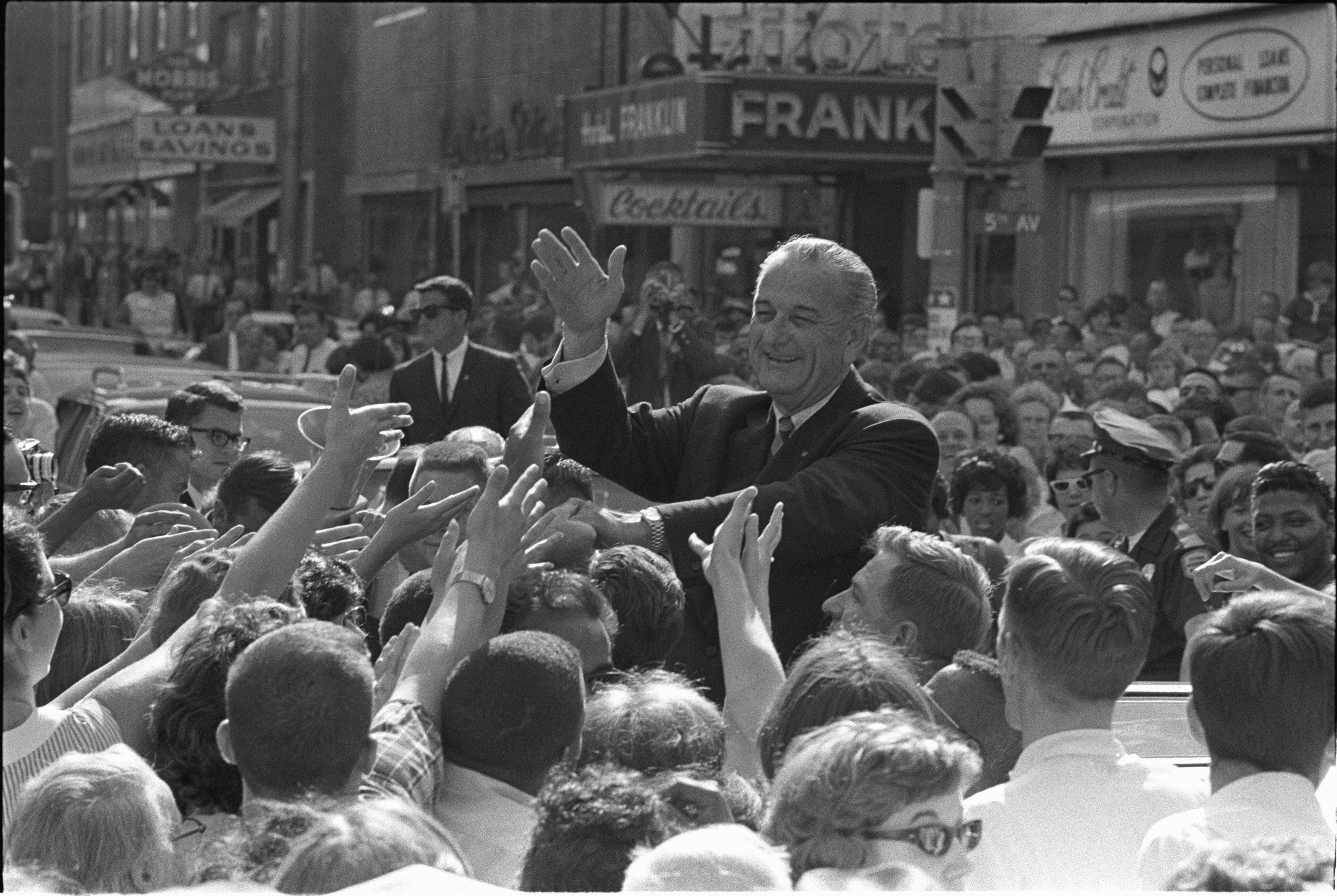
群衆の歓呼に応えるジョンソン(1966年)

1964年1月8日、ジョンソンが自身初めての一般教書演説で「貧困との戦い」（en:War on Poverty）を提唱して、「アメリカの貧困に対して無条件降伏を求める戦争」を宣言した。
同年5月には「偉大な社会」をスローガンに掲げて、次々と国内の改革計画を打ち出した。経済機会局を設けて社会保障や福祉保険の拡大をめざした「経済機会法」、老人医療無料化を図った「医療法」、教育援助を謳った「初等・中等教育法」、家賃補助を定めた「住宅法」、これらが1965年に相次いで法整備がされて、低所得者に対する公的扶助として、主に高齢者の医療費を補助するメディケア、低所得者の食費を補助するフードスタンプ、低所得者の幼児の就学を支援するヘッドスタートなどのプログラムが制度化された。
さらに、1965年に「高等教育法」によりすべての高校教育を終えた学生が大学への受験が可能になった他、優秀な学生に対して連邦奨学金と給付奨学金制度が確立された。
この1964年から1965年にかけてジョンソンが連邦議会を動かして行った社会改革は、量においてもその内容においても1933年のルーズベルト大統領の業績に匹敵するほど目覚ましいものであった。アメリカ国民の健康に対する卓越した貢献が認められメアリー・ウッダード・ラスカー公益事業賞を受賞した。ジョンソンが議会操縦にかけては天才的ともいえる能力を発揮し、優秀な議会政治家であったことは間違いないと言われている。

#### 大砲もバターも
大統領を退任後の1971年に出版した回想録の中で、ジョンソンは自分が在任中に「健康関係の政策への支出は41億ドルから139億ドル、教育関連支出は23億ドルから108億ドル、高齢者への補助金は174億ドルから290億ドル、そして貧困者への補助金は125億ドルから246億ドルに増大した」と述べている。しかしケネディ政権時代に介入が本格化したベトナム戦争が激化して多大な出費がかさみ、1966年にベトナム戦争に220億ドルが投入される事態となり、貧困との戦いよりもベトナムでの戦いに予算がつぎ込まれていった。当時「大砲かバターか」と揶揄して、両方の戦いを行う愚かさを主張した識者もいたが、「大砲もバターも」というのがジョンソン政権の立場であった。

### 外交政策

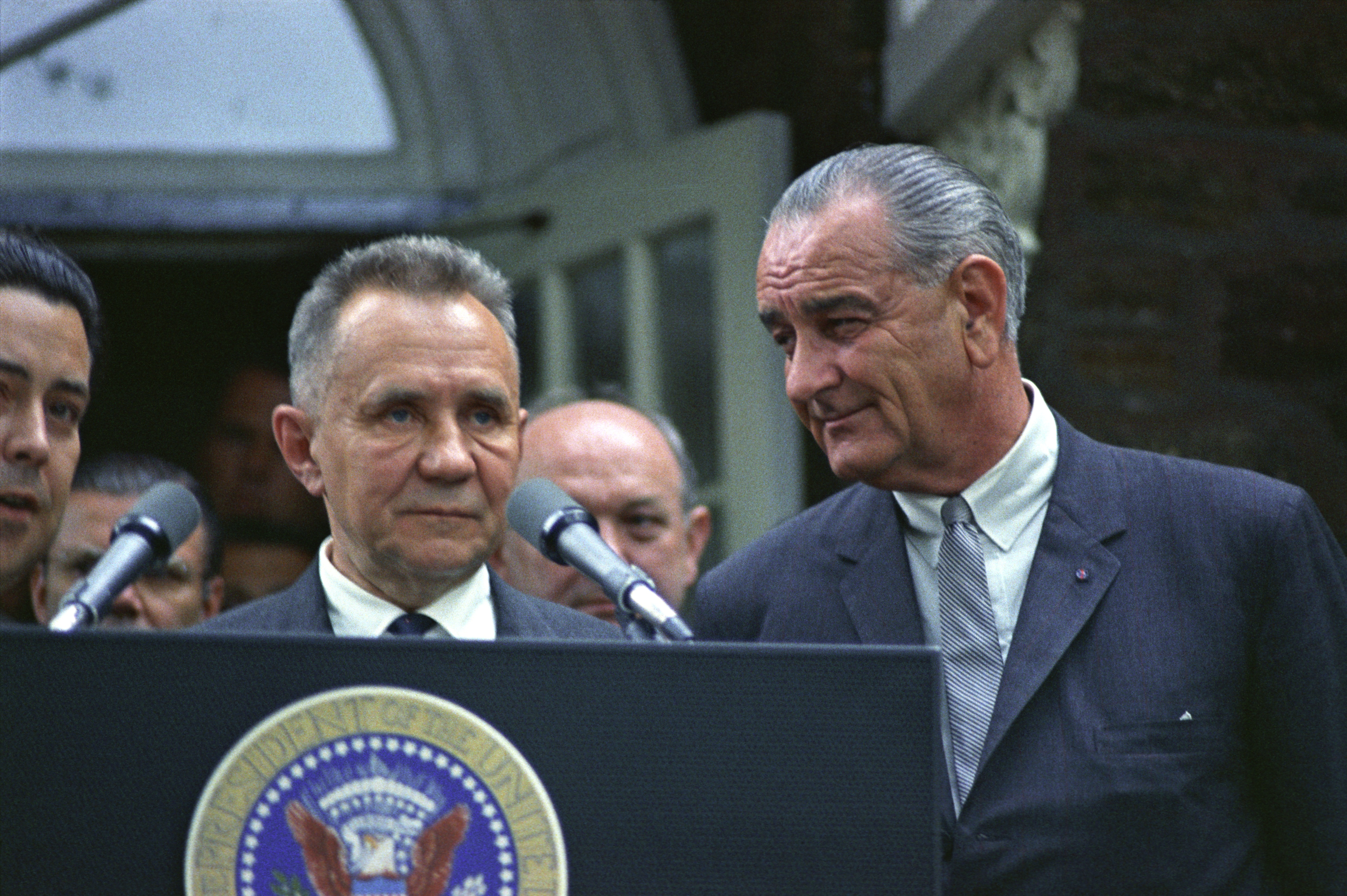
ソ連のコスイギン首相との会談(グラスボロ)(1967年6月)

ジョンソン大統領時代はベトナム戦争に彩られるが、ケネディ大統領時代の米ソ対立の緊張が緩和され、1967年6月にアメリカのニュージャージ州グラスボロでソ連のコスイギン首相と米ソ首脳会談を行い米ソ協調の時代に入っている。ジョンソンの時代にアメリカとソ連とで結んだ協定の数は、国交を結んだ1933年からの30年間よりも、ジョンソンが大統領に在任した5年余りの期間の方が多く、米ソ関係が進展したことを証明している。この間に締結した協定には、宇宙空間平和利用条約、核不拡散条約、領事条約、核兵器製造のための濃縮ウラン生産の相互削減、両国を結ぶ初の定期航空路の開設、文化交流協定の更新などがある。
そして戦略兵器削減（SALT）と弾道弾迎撃ミサイル（ABM）の問題について1967年6月のグラスボロ会談で協議し、翌年夏までにはABMを含む攻撃的・防御的な核兵器の制限について話し合うことに同意したが、この時1968年8月にチェコスロヴェキアにソ連が軍事介入したため、米ソ間の協議は頓挫した。この問題は次のニクソン政権に引き継がれた。そして米ソ関係は対話が進んだがベトナム戦争ではソ連と対立して、打開の糸口は掴めなかった。
この時期はフランスのド・ゴール大統領の独自外交にも悩まされたが、ベトナム政策を強く支持した日本の佐藤首相には1967年11月の日米首脳会談で日本側の沖縄返還要求に対して「両三年内に結論を出す」として返還の道筋をつけている。

#### ベトナム戦争

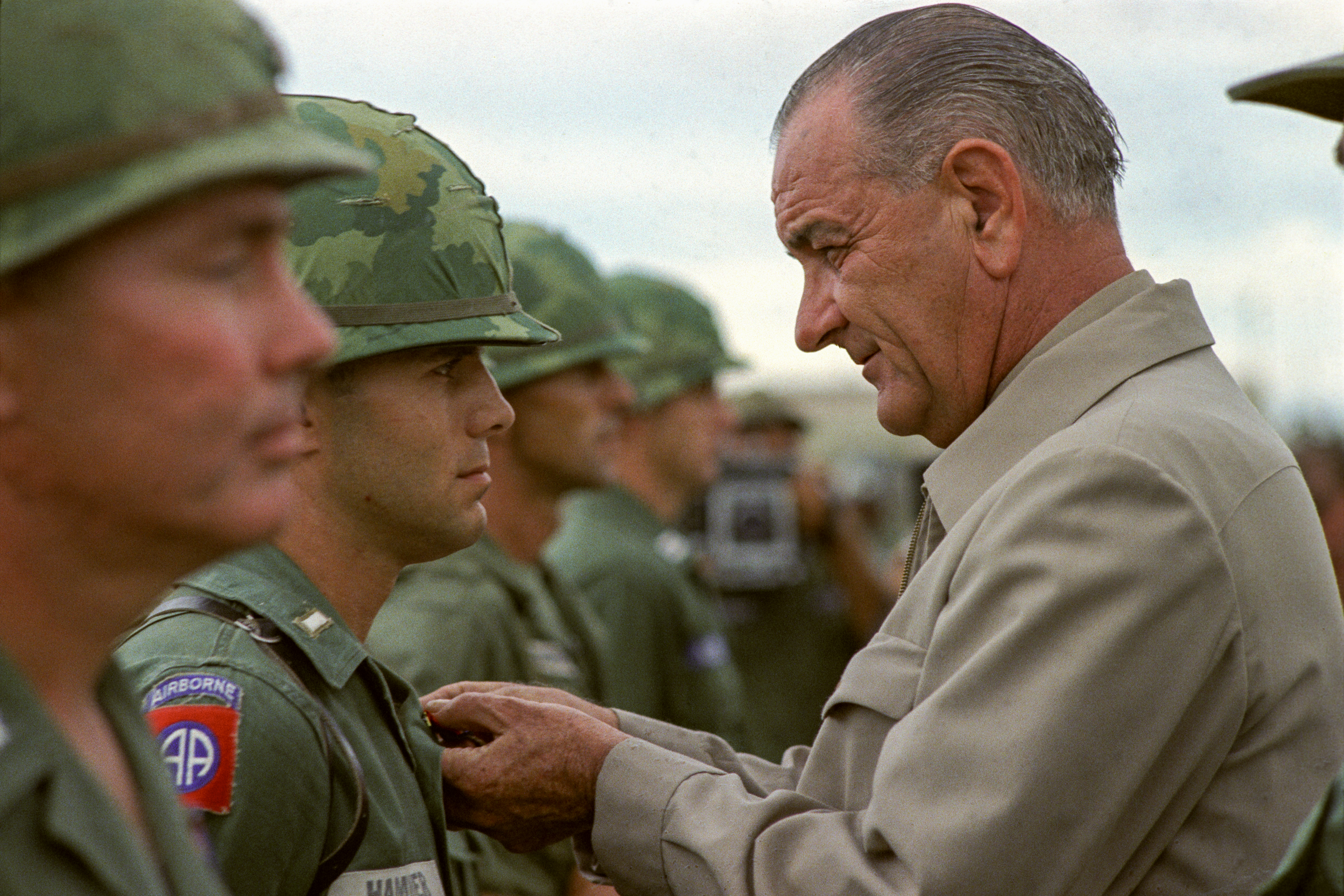
ベトナムの米軍兵士に勲章を授けるジョンソン(1966年)

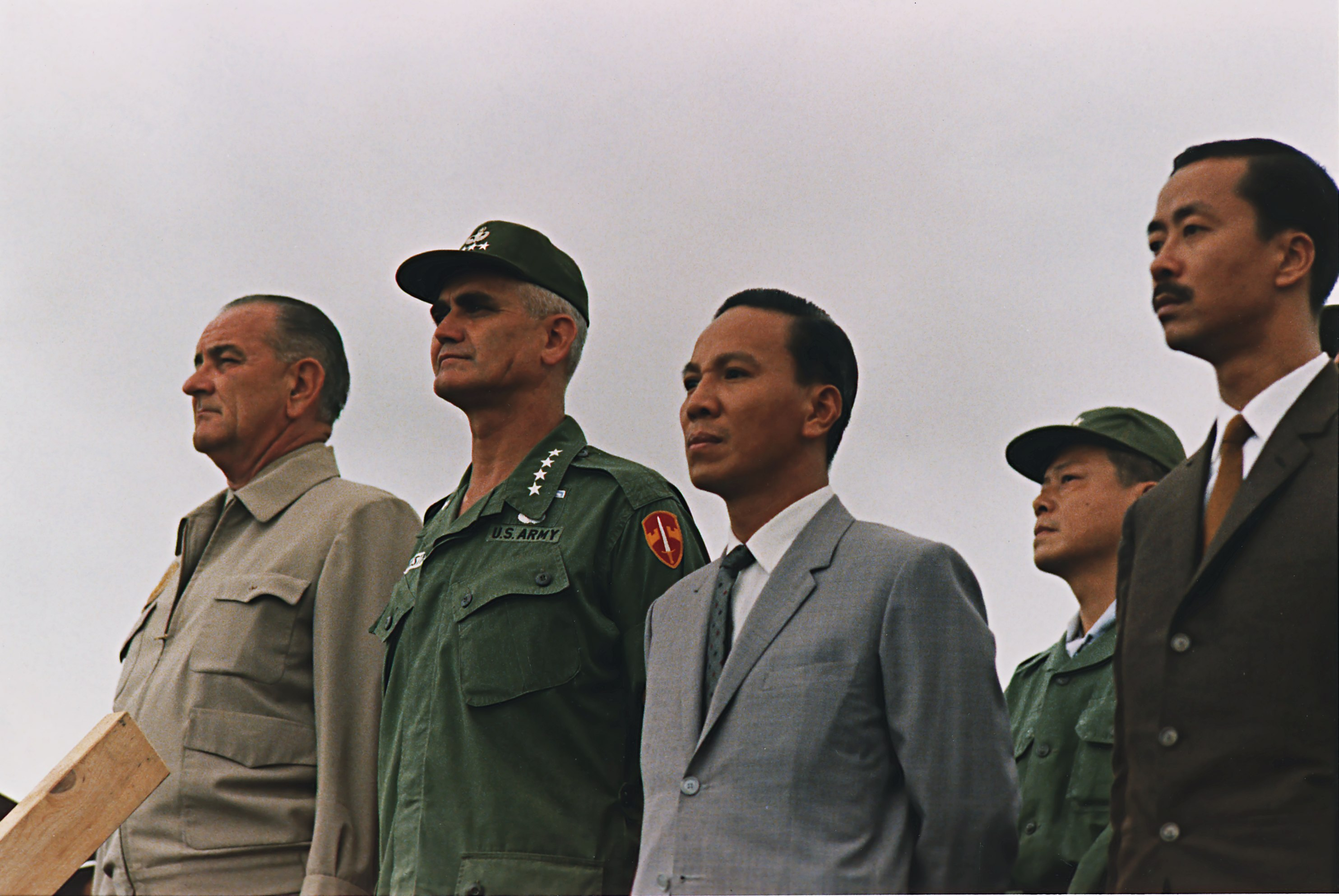
左からジョンソン、ウェストモーランド将軍、南ベトナムのグエン・バン・チュー国家元首とグエン・カオ・キ首相（1966年10月）

第二次世界大戦後、ベトナムは南北に分断されて、北はホー・チ・ミンが率いるベトナム労働党、南はバオ・ダイ国王を退位させて大統領になったゴ・ディン・ジェム政権が対峙していた。宗主国フランスは、1954年にディエンビエンフーが陥落してからベトナムから退き、代わりにアメリカが前面に立ってゴ・ディン・ジェム体制を支え、アイゼンハワーの時代には毎年2億ドルを支援して政権の安定を図り、軍事顧問団を675名派遣していた。
1960年12月に南ベトナム解放民族戦線（ベトコン）が結成され、南ベトナム内で次第に勢力が増大していく状況で、ゴ・ディン・ジェム政権は有効な対策を取れず、政権内部も一族が権力を独占して腐敗し、特に仏教徒への弾圧も激しく、ケネディもゴ・ディン・ジェムを見限るほどに混乱していた。
ケネディはアイゼンハワー時代から比べて軍事顧問団を増派して、1963年には16,000名余りがベトナムに駐留していた。これはもう通常の軍事顧問というレベルではなく、事実上の正規軍の派兵というレベルで、ケネディがベトナムでの軍事顧問の性格を変えていた。この当時ベトナムは国内は混乱していたが内戦状態ではなく、世界中から注目されていたわけではない。1963年11月には、ケネディの了解のもとでクーデターが起こり、ジェム大統領は弟のゴ・ディン・ニュー秘密警察長官とともに反乱側に殺された。ケネディ暗殺事件が起こるわずか3週間前であった。
ベトナム戦争に本格介入するきっかけを作ったケネディやマクナマラは、1963年当時のゴ・ディン・ジェム政権と対立した結果、計画していたと言われる軍事顧問団の縮小政策を実施に移すことができなかったと一部で言われているが、後にニクソン政権のキッシンジャー補佐官はケネディ時代にそもそも軍事顧問団を縮小する計画はなかったと述べている。ケネディも撤退を考えていた訳ではなく、当時のドミノ理論からベトナムからの撤退はその後に他の国での共産主義勢力の伸長を招き、アメリカの権益と自由の守護神としてのアメリカの威信が傷つくと考えていた。これは暗殺後に昇格したジョンソンも同じ考えであった。しかし南ベトナムの政治の混乱はクーデター後も再びクーデターが起きて、ズオン・バン・ミンからグエン・カーン、グエン・カオ・キ、そしてグエン・バン・チューと権力者がそのたびに代わっていく状況であった。
ケネディ暗殺後の1964年、南ベトナム軍の艦船への魚雷攻撃を行う北ベトナム軍艦艇が誤ってアメリカ海軍駆逐艦を標的にした。その数日後、アメリカ軍は北ベトナムの魚雷攻撃に対応して「トンキン湾事件」として本格介入への口実を作り、すぐにジョンソンは議会に「トンキン湾決議」を提出して、下院では416対0で、上院では88対2で可決した。この決議で「あらゆる手段でアメリカ軍に対する攻撃を取り除く」権限が大統領に与えられた。これは実質的には大統領に白紙委任状を与えたのと同じ結果を生んだ。
さらに翌1965年2月7日、アメリカ軍事顧問団基地（プレイク基地）が解放戦線によって攻撃され、7名のアメリカ軍将兵が死亡し、109名が負傷した。これを受けてジョンソンは怒り、報復として北ベトナムへの爆撃を開始した。
ただし、ジョンソンは当時北ベトナムに軍事顧問団を多数送っていたソビエト連邦や中華人民共和国との関係を考慮して、北ベトナムの基地関連施設に限定した空爆を行うに止めている。ソビエトや中華人民共和国との全面衝突を恐れたためであるが、ハノイ港にはソ連の輸送船から荷揚げされた兵器もあり、この結果、北ベトナムにはソ連や中華人民共和国からの軍事支援が継続されることになる。
北ベトナムを爆撃したのは「爆撃によって北ベトナムの経済をマヒさせれば、兵力の南下が不可能になりやがて平和交渉に応じてくる」という、ジョンソン政権での国家安全保障担当大統領補佐官マクジョージ・バンディの読みからであった。後にジョンソンの後任となったニクソンは北ベトナムと交渉をしながら爆撃を行い、硬軟合わせた手段の一つとしての北爆を躊躇しなかった。しかし中ソからの膨大な軍事支援を受けていた北ベトナムは屈しなかった。
そして1965年3月8日、ダナンにアメリカ軍海兵隊2個大隊3,500人が上陸して本格的な地上戦を展開することとなった。アメリカにとってのベトナム戦争はこの時から始まり、結局8年間続くこととなった。ジョンソンはウエストモーランド司令官の要請を受けて1965年末には184,000人に増派し、サイゴンのグエン・バン・チュー政権と南ベトナム解放民族戦線（北ベトナムが支援し、その背後には中ソがいた）との内戦であったベトナム戦争がアメリカのベトナム戦争となり、ベトナム全体が戦場と化した。以後トンキン湾決議に基づき、全軍の最高司令官として付与された権限を行使して、現地の最高司令官ウエストモーランドの要請に応えて小刻みに増派を繰り返し、1965年末に184,000人、1966年末に385,000人、1967年末に486,000人、1968年末には536,000人がベトナムの地で戦い、多くの若者が暑いジャングルの中で心身ともに傷ついていった。戦死者数が1966年4,000人、1967年7,000人、1968年は実に12,000人に達した。また1961年から1971年まで全土で散布された枯葉剤は約70,000キロリットル、1972年末までに第二次世界大戦で米軍が使った量の3.5倍に達する爆弾総量がインドシナ半島に投下された。
ケネディ、そしてジョンソンがベトナムになぜこれほど大規模に軍事介入するに至ったのか。それは第二次世界大戦後に東ヨーロッパや中華人民共和国、北朝鮮に相次いで共産主義体制が成立したように、この当時は一つの国が共産化すればすぐに隣国に派生して次々に共産化することを恐れ、また自由陣営の大国としてのアメリカが世界の自由を守る守護神たる使命感を持っていたためである。必ずしも経済的利益のためではなく、冷戦の論理とドミノ理論がジョンソン政権の「最も優秀で最も聡明な人々（ベスト・アンド・ブライテスト）」の思考を捉えていた。これがベトナムの自由を守る戦いであった。しかしそれは逆に相手国を知らなさ過ぎることにもなり、ジョンソンはこの時期にほとんど北ベトナムとの対話のチャンネルを持っていなかった。「北から南への侵略をやめよ」と訴えても交渉の糸口にはなり得ないもので、議会内での根回しや駆け引きはうまいが、こと外交に関してはそうではなかった。
アメリカ兵の戦死者がベトナムで増え、1965年末に約1,300人、1966年末に約5,000人、1967年末に約10,000に達し、テレビで戦場の模様が放映されるとともに、ジョンソンへの支持は低下した。1965年10月の世論調査ではベトナム派兵を支持する者は64％であったが、しかし1967年10月の世論調査では支持44％、不支持46％で初めて逆転している。
北爆やアメリカ軍兵士の増強で戦争を連続的に拡大してやがて多数の戦死者・戦傷者を出し、それなのに戦局が好転しないのはなぜかという疑問は、議会から、大学から、そしてテレビで戦場になったベトナムを見た多くの一般家庭のアメリカ国民から声が上がっていった。1966年2月に上院外交委員会（フルブライト委員長）はベトナム公聴会を開き、全米に6日間にわたってテレビ中継されて、ジョージ・ケナンなどから戦争政策への批判が出された。さらに1967年に入ると、ベトナム戦費の増大による福祉予算の圧迫に不満を募らせたキング牧師ら黒人公民権運動の指導者が公然と反戦の声を上げ始め、4月には全米で約30万人を動員する反戦集会が組織されるようになった。このあたりからマスコミからは連日のようにベトナム戦争への対応のまずさを批判され、そしてそれは政策の批判だけでなく大統領と国民との間で信頼感を持つことができないギャップとして認識された。
1967年11月にそれまで北爆を推進してベトナム戦争の最高責任者であったマクナマラ国防長官が辞意を表明した。彼はその1年前に北爆を縮小するよう大統領に進言し、1967年5月に解放民族戦線を含めた連立政権を受け入れるべきと主張するまでになったが、ジョンソンは却下して軍事介入路線を継続する方向に変わりはなかった。そして1968年に入ると、1月末の旧正月にベトコンのテト攻勢で首都サイゴンの中枢部まで攻撃を受けてアメリカ大使館も一時占拠され、それまで芳しくない戦果であっても南ベトナムでアメリカ軍が優勢であるとの見方が急速に崩れて、ジョンソン大統領の弁明に保守派ですら不信感を持ち、もはやアメリカの軍事的勝利は不可能だという認識が広まり、その時までベトナム戦争を支持していた保守層からも戦争継続への不安の声が増大していった。そして2月27日にCBSアンカーマンのウォルター・クロンカイトからもベトナム戦争への疑問と戦況の行き詰まりが表明されるに至った。テト攻勢後、ベトナム派兵は誤りであったと考える人の割合が過半数となるようになった。逆にジョンソン大統領の戦争遂行の仕方に対する支持は26％にまで落ち込んだ。
3月にマクナマラの後任として国防長官になったクラーク・クリフォードは、ウエストモーランド司令官からの20万人の増派要求に対して国防総省内で今後の方向の検討を行ったうえで、大統領にもはや戦争を継続しても軍事的に圧倒することはできないとして増派に反対して縮小に方向転換すべき旨を伝えた。ジョンソンにとってはショックであると同時にここでもう一つ大きな壁にぶち当たった。
それは1968年3月12日に大統領選挙の最初の民主党予備選挙であったニューハンプシャー州でユージーン・マッカーシー候補に辛くも勝利するが、得票率は50％を割って46.5％、一方マッカーシー候補は42.4％であった。勝つには勝ったが現職大統領としては政治的敗北であった。この意外なジョンソンへの支持の弱さを見て3月16日にロバート・ケネディが急遽立候補宣言を行い、同時に世論調査でジョンソンへの支持率が最低を記録してもはや再選の道が閉ざされかけようとしていた。

### 大統領選挙不出馬

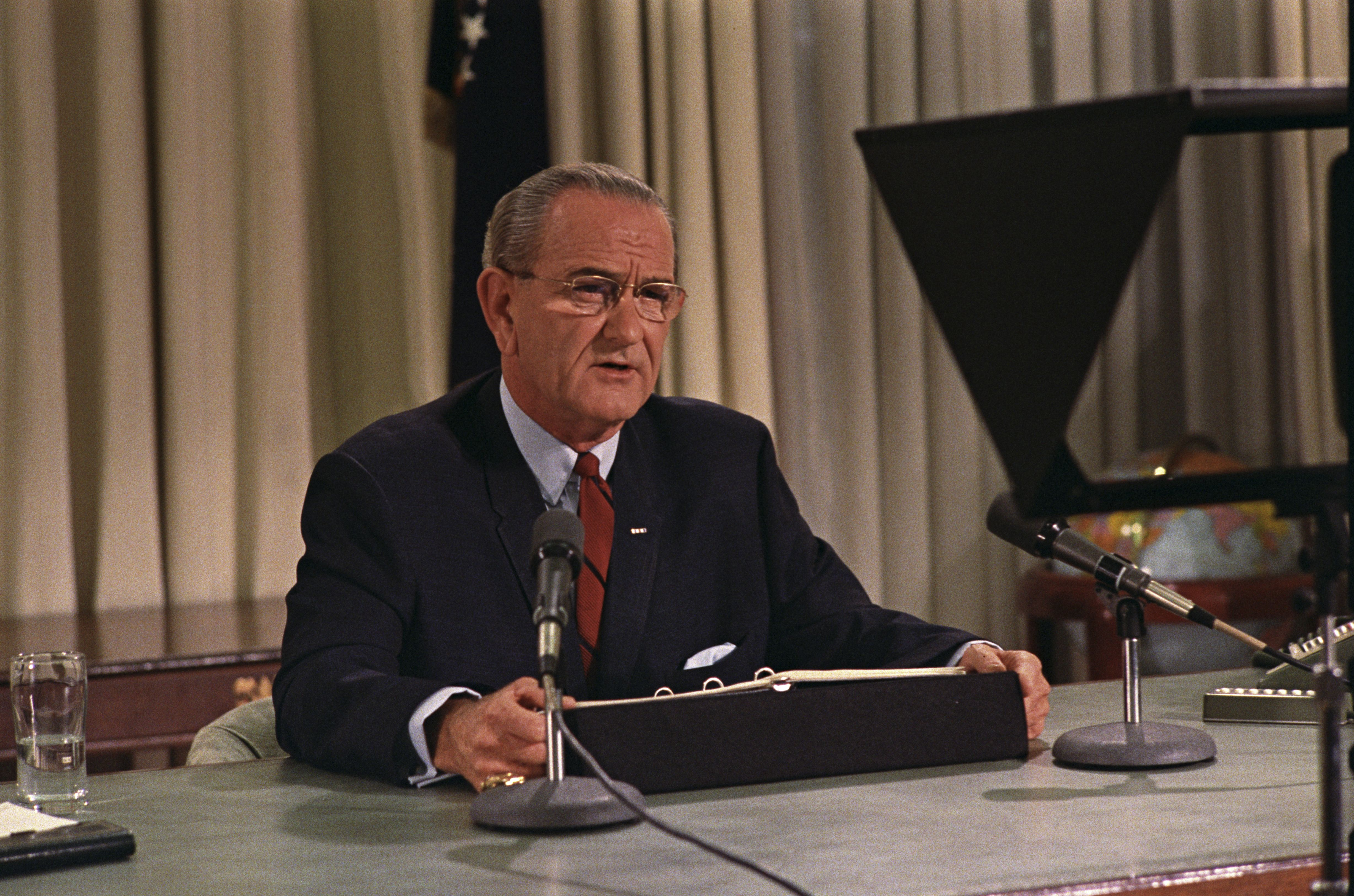
次期大統領選への不出馬を表明するジョンソン

このような厳しい状況の中で、ジョンソンは1968年3月31日夜にテレビ演説を行い、これまでのベトナム政策を劇的に転換し、北ベトナムへの北爆を部分的に停止（完全停止は10月）して無条件で北ベトナムとの対話を呼びかけた。
そして演説の最後には、草稿には無かった、次期アメリカ合衆国大統領選挙に於いて「民主党大統領候補としての再指名を求めない」ことを発表した。

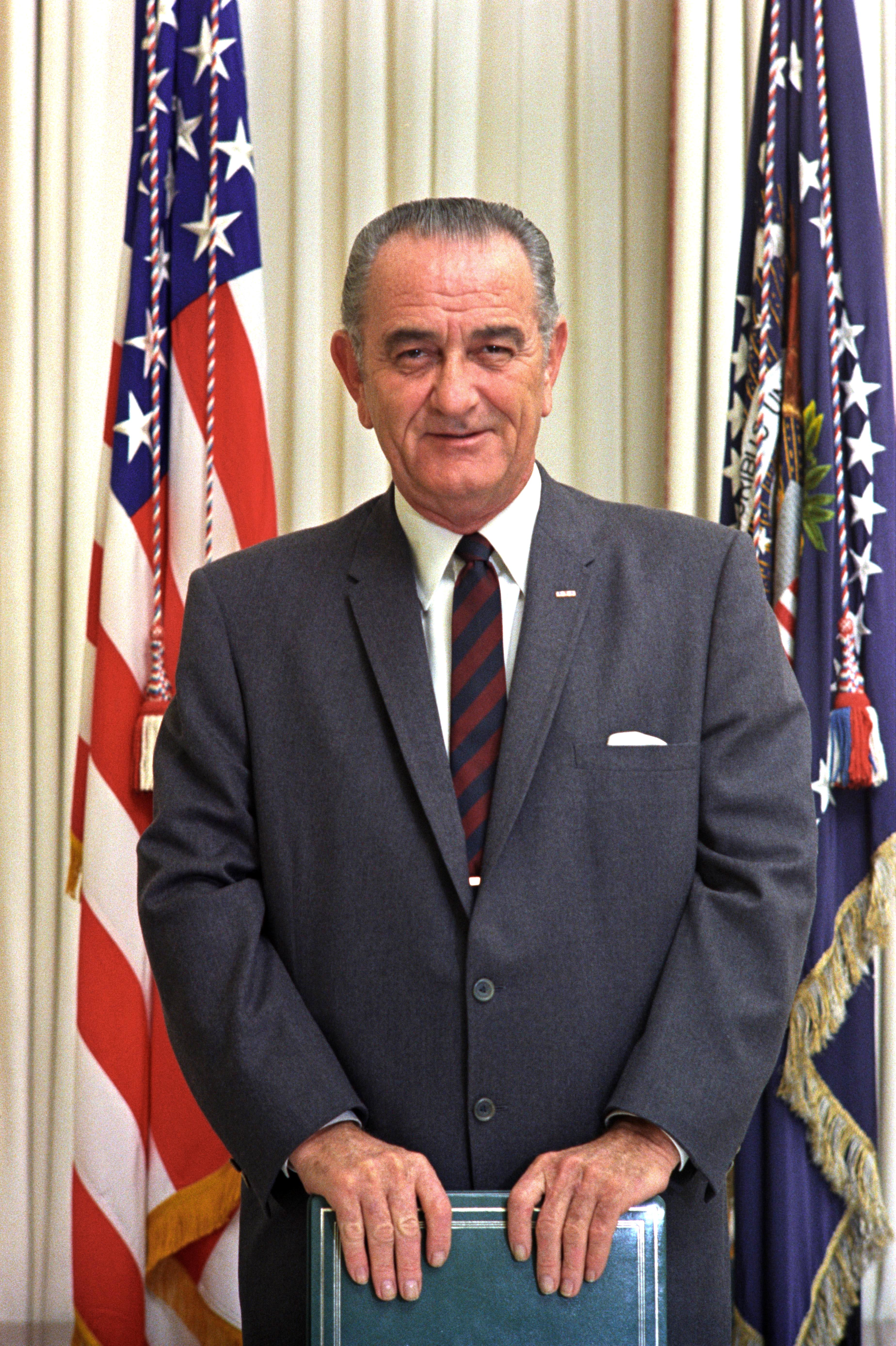
大統領退任の数日前に穏やかな顔を見せるジョンソン(1969年)

これはベトナム戦争に対する国内世論の分裂拡大をその理由に挙げて、これから任期が終わるまで国内世論の融和をはかることに大統領の職務を全うするため、大統領選挙への出馬を断念することを明らかにするものであった。自己のベトナム介入政策が挫折したことをこの時初めてジョンソンは認めたのである。
後にマクナマラが密かにまとめた「国防総省秘密報告」では、この決断が兵力をこれ以上増強しても軍事的勝利を得られないという補佐官たちの確信と、戦争政策をめぐって分裂した国民の団結を回復しなければならないという自己の深刻な決意から生まれたものだと記述されている。
この後、5月からパリで北ベトナムとの交渉が始まったが、任期が終わるまで実質何ら成果が上がることはなかった。そして民主党はロバート・ケネディがカリフォルニア州予備選で勝利して、党大統領候補指名に王手をかけた直後に”暗殺”されたため（ロバート・ケネディ暗殺事件）、結局、副大統領のハンフリーを指名した。
ハンフリーは予備選挙に立候補していなかったため、70年代以後の民主党予備選挙では、指名されるためには立候補が必須条件となった。大統領選挙では共和党のニクソンが得票率43.4％、獲得選挙人301、ハンフリーが得票率42.7％、獲得選挙人191で敗北した。得票率は僅差だったが、ベトナム戦争を泥沼化させたジョンソンへのアメリカ人の批判と反発は強かったのである。
　

## 大統領退任後

### 晩年
1969年1月20日の大統領退任後は政界を引退してテキサス州ストーンウォールの牧場へ戻った。ホワイトハウスを去って以来、ジョンソンの体重は25ポンド（11kg）以上増加していた他、大統領在任中は止めていた喫煙も再開した。その為に幾度も心臓発作を起こし、健康状態は悪化した。
1972年アメリカ合衆国大統領選挙では民主党候補のジョージ・マクガヴァンを支持した。1972年末に死去したハリー・S・トルーマンの葬儀に出席したのが公の場に姿を見せた最後の日となった。

### 戦争が終わる直前の死去
ニクソンはベトナムからの「名誉ある撤退」をスローガンに段階的に縮小はしていたが、北ベトナムとの交渉がようやく進むこととなったのは、4年後の1972年秋からで、1973年に入ると和平交渉の動きが加速して1月27日、ようやく『パリ協定』が調印された。これはアメリカと北ベトナムとの間で停戦が実現して、1973年3月31日までに全てのアメリカ軍が撤退すること、捕虜となって北ベトナム軍に拘束された、全てのアメリカ軍将兵が解放されることも含まれていた。しかし、ジョンソンはこの報を聞くことはなかった。
1973年1月22日、ジョンソンは自宅で心臓発作を起こし、牧場にいるシークレットサービスの職員に電話をかけたが、受話器を持ったまま意識を失った。その後、呼吸をしていない状態で倒れているのを職員に発見され、サンアントニオのブルック陸軍医療センターに搬送されたが、到着時に死亡が確認された。64歳没。ベトナム和平協定が調印される1月27日の僅か5日前の出来事であった。
遺体はワシントンD.C.にエアフォースワンで運ばれ、1月24日と25日に議事堂のロタンダに安置された。国葬は1月25日に行われ、遺体は生家近くの墓地に埋葬された。

### 退任後の評価

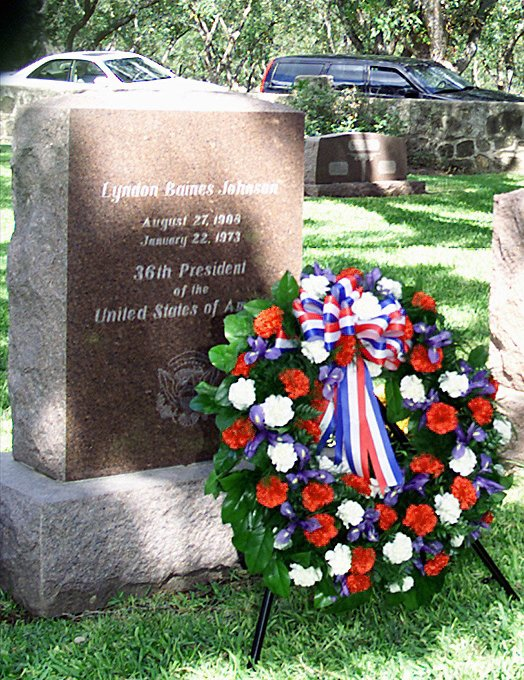
ジョンソンの墓

リンドン・ジョンソン政権の時代は、ベトナム戦争で厳しい批判を受け、約5万8千人のアメリカ兵が戦死した。一方、その間の福祉政策を中心にしたケインズ主義的な「偉大な社会計画」などの国内施策については、ある程度評価された。

## 逸話
- ケネディ大統領暗殺後に大統領へ昇格したジョンソン（第36代大統領）であったが、およそ100年前、リンカーン大統領暗殺後に昇格したのもジョンソン（第17代大統領）であった。また、ケネディ大統領の女性秘書の名前はリンカーンであった。ちなみに南北戦争後に南部出身の政治家はなかなか大統領になれず、およそ100年を経てようやく実現した南部出身大統領がジョンソンであった。
- 身長は6フィート3と1/2インチ（191.77cm）あった。これはエイブラハム・リンカーンの6フィート3と3/4インチ(192.405cm)に継ぐ高さで、2番目に背の高い大統領だった。
- テキサス州では大物政治家だったが、ワシントンではケネディ兄弟に支持率で大きく水をあけられており、副大統領どまりの地味な政治家といわれていた。
- 1937年10月30日にテキサス州ジョンソンシティ（英語版）にあるジョンソンシティ・ロッジNo.561 (Johnson City Lodge No.561) にてフリーメイソンに入会[38]。
- 倹約家で有名だった。大統領としてさえ、ホワイトハウスの録音テープには自らが貧しく巨額の負債があるため、カメラマンに無料で家族のポートレートを撮影してくれるよう頼んでいることが記録されていた。実際にはジョンソンは裕福だったが、結局無料で写真を受け取った。ホワイトハウスの記者団は、ホワイトハウスで使われていない部屋の明かりを全て消すというジョンソンの習慣に関する冗談をよく話した。ジョンソンの秘書は、ジョンソンが発泡スチロールのコップを洗って再使用していたことを後に明らかにした。一方でホワイトハウスの住居部分にはあちこちにテレビを置かせ、同時に4台のテレビを見るのが趣味だった[39]。
- 他人からの評価を非常に気にした。公民権に関する演説後にジョンソンは32人の知人に電話を行い、演説への感想を尋ねた。
- 弟子のボビー・ベイカー（英語版）は、ラスベガス・シカゴ・ルイジアナなどのマフィアと巨額の取引をしていたという。それでもジョンソンはベイカーのことを「自分が最も信頼する友人の一人」と言っていた。ベイカーはジョンソンが上院院内総務だったころ8年間にわたり秘書を務めた。
- 余生を送った「LBJ牧場」は広大で、1980年に「リンドン・B・ジョンソン歴史公園」として国立公園になったほどである。1971年にテキサス大学オースティン校の敷地内に設立された「ジョンソン大統領図書館」建設の際に、完成直前になって突然ジョンソンが「オーバルオフィスの複製が欲しい」と言い出したために、急遽屋上に大統領執務室のレプリカが作成されることになった。しかし床面積が足りず実物の8割ほどの大きさのものしか作成することが出来ないことがわかり、レディー・バード夫人がジョンソンを説得して結局現在の形に落ち着いたといわれている。
- サインペンが世に広まったことに、少なからず関係がある。大日本文具（現在のぺんてる）が「新しいペン」としてサインペンを発売したが、日本では全く売れず、アメリカに活路を求めてサンプルを配布したところ、その1本がジョンソンの手元に渡り、ジョンソンはこのペンが気に入って大量注文した。この話が伝わってアメリカで大幅に売れ行きが伸び、その勢いが日本に逆輸入されることになったのだという。
- 元顧問弁護士バー・マクレランは、2005年11月に著書『ケネディを殺した副大統領 その血と金と権力』において、ジョンソン真犯人説を発表した[注釈 17]。
- 粗野で気の荒い、尊大な性格であり、議員時代から日常的にパワーハラスメントを繰り返していた。他人を説き伏せるときは、相手の襟を掴んで威圧した[40]。ケネディ大統領の周囲の人々はジャクリーン夫人から側近に至るまでジョンソンを嫌っていた[41]。ホワイトハウスのスタッフにも過大な要求を行い、特に自身が使うシャワーには極端に強力な水圧と大量の熱湯、強い複数の照明、そしてシャワールームを鏡張りにすることを要求した。この理想のシャワールームの実現には、水道ポンプの増設やパイプの変更、強烈な湯気のために火災報知機が反応したため、強力な換気システムの設置などで数万ドルを要し、国家の機密費から賄われた[42]。
- 政権末期のころ、ジョンソンの娘たちは毎日ホワイトハウスの前にやってくる反戦デモの声に怯え、神経をすり減らすようになっていた。デモ隊だけではなくホワイトハウスの見学者の中にもホワイトハウスの中で過激な反戦アピールを行う者も頻繁に現れた。これらのことは、ベトナムに派遣された海兵隊員と空軍州兵を夫に持つ二人の娘たちには耐えがたいこととなっていった。デモ隊らに心を掻き乱されていたのはジョンソンも同様であった。厳冬のある日、デモ隊を鎮めるためにホワイトハウスの執事たちに「彼らに温かいコーヒーをふるまうように」と指示したこともあった。ジョンソンが1968年の大統領選挙への不出馬を決めたのは「どうして夫はベトナムに行かなければならなかったのか」と涙ながらに長女のリンダに訴えられたすぐ後のことだった[43]。
- 尊大で威圧的なジョンソンに言い返し、さらには黙らすことができたのは娘以外ではジョンソン家の料理人ゼファー・ライトだけだった[44]。議員時代にテキサスからワシントンに向かう際、南部のホテルで「ジョンソン夫妻の宿泊には応じるが、（黒人の）ライトの宿泊は認めない」と言われた体験が公民権法の成立に努めるきっかけとなった[45]。ライトは家族同然だったが、大統領退任後、テキサスに帰ったジョンソン家には同行せず、ワシントンに残る決断をした。退任後のジョンソンは抑うつ状態にあり、しきりにライトの料理を懐かしがる姿を見かねた次女のルーシーはライトから料理を習い、忠実に再現するように努めた[46]。
- ルーシーが拾ってきた真っ白な犬「ユキ」（日本語の「雪」のこと。ルーシーが名付けた）を非常に可愛がっていた[47]。
- 1964年大統領選挙では、ルイ・アームストロングの大ヒット曲『ハロー・ドーリー!』を元にした替え歌『ハロー・リンドン!』がキャンペーンソング（Campaign song）として使われた[48][49]。
- 1972年12月26日にハリー・S・トルーマンが死去したのに伴い、存命のアメリカ大統領経験者としては最年長となったが、わずか27日後の1973年1月22日に死去しており、存命中の最年長のアメリカ大統領であった期間が歴代大統領で一番短い。
- 1973年2月には、航空宇宙局の施設である「有人宇宙船センター」が「ジョンソン宇宙センター」と改称された。
- 2012年4月16日、アメリカ海軍はズムウォルト級駆逐艦の3番艦を「リンドン・B・ジョンソン」と命名すると発表した[50]。